# Constantí de Britànnia
Constantí de Britànnia va ser possiblement un rei de Dumnònia que va governar al segle vi. L'única font de la seva època que l'esmenta és Gildas, un monjo que el va criticar en un sermó. Alguns historiadors dubten de l'existència d'aquest rei i creuen que Gildas va fer servir una paraula equivocada i en realitat es referia a un rei d'Escòcia (en llatí, rei de Damnonia). El fet que aparegui en les llistes medievals de reis gal·lesos, podria ser també el resultat d'una confusió amb sant Constantí o a una fusió d'ambdues biografies. Posteriorment va esdevenir un personatge llegendari vinculat a la matèria de Bretanya i el rei Artús; l'origen d'aquesta relació està en el cronista Geoffrey de Monmouth.

## El rei Constantí

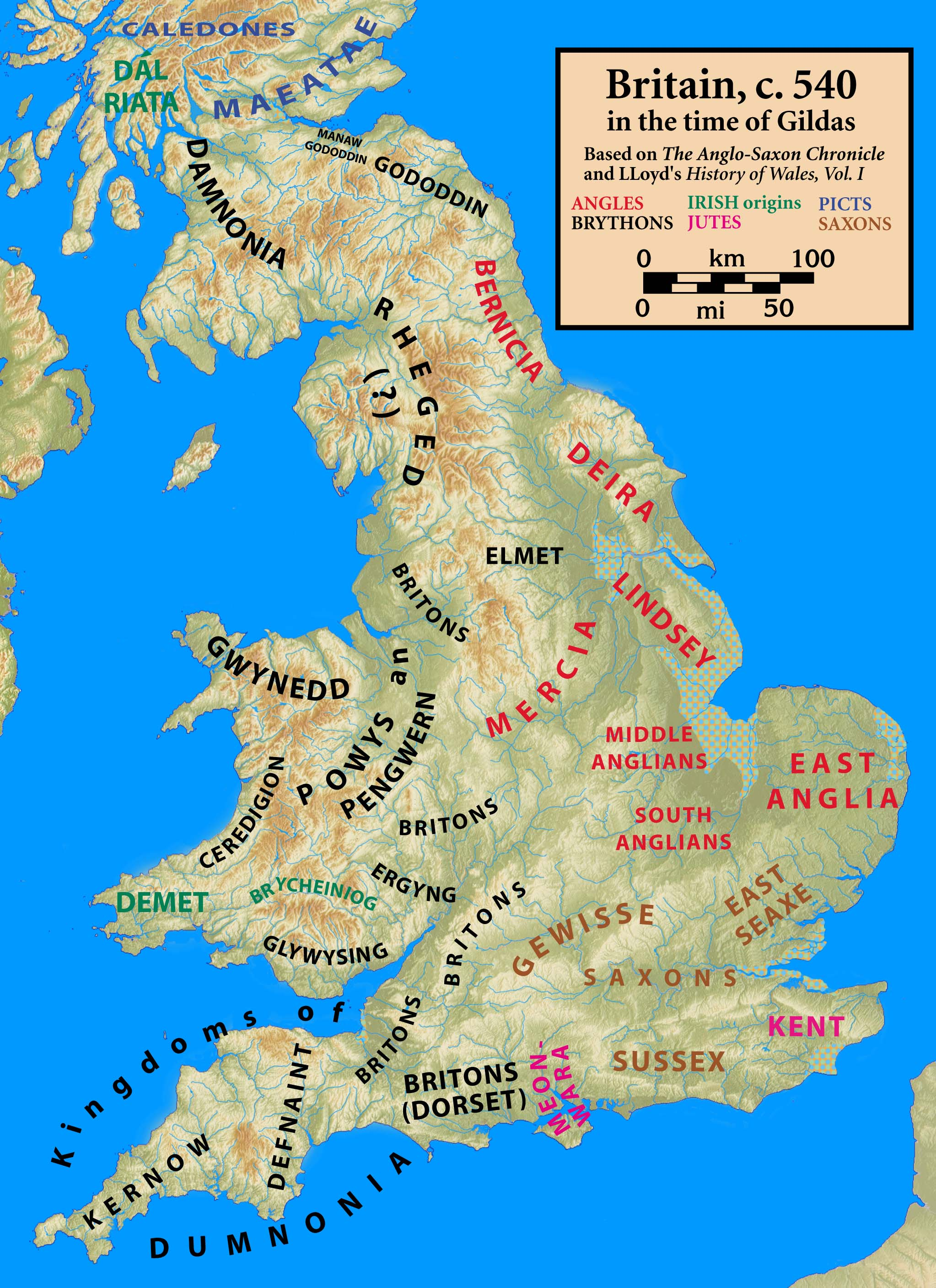
Al nord de la Gran Bretanya, Damnònia, i al sud-oest Dumnònia.

Gildas de Rhuys, en els capítols 28 i 29 de la seva obra De Excidio et Conquestu Britanniae, («Sobre la ruïna de Britànnia») escrita al segle vi, parla d'un rei anomenat Constantí. Ell és un dels cinc reis dels britans als què l'autor critica i compara amb bèsties bíbliques. Gildas diu que Constantí era un tirà que havia estat «parit per la immunda lleona de Damnonia», expressió que el relaciona amb el lleó del Llibre de Daniel i amb l'Apocalipsi i, indirectament, és un retret sobre la seva mare. Aquesta Damnonia generalment s'identifica amb Dumnònia o país dels dumnonii, situat al sud-oest de l'illa de la Gran Bretanya. Hi ha acadèmics, com Lloyd Laing i Leslie Alcock, que no descarten la possibilitat que Gildas es referís al territori dels damnonis, una tribu que va habitar la zona de l'actual Escòcia i que són esmentats per Claudi Ptolemeu, el geògraf del segle II; mentre que d'altres com Thomas D. O'Sullivan consideren això poc probable i que si Gildas va escriure Damnonia en comptes de Dumnònia no va ser per equivocació sinó per fer un joc de paraules, ja que Damnonia s'assembla a la paraula anglesa damned («maleïda»).
Gildas diu que, malgrat haver fet un jurament contra l'engany i la tirania, Constantí es va posar els hàbits monacals per fer-se passar per un abat i atacar dos joves de família reial que resaven davant l'altar d'una església, als quals va matar i també als que els acompanyaven. Gildas té clar que els pecats de Constantí eren molts i diversos, que ja abans d'aquests assassinats havia comès, un dels quals va ser l'adulteri i el fet de rebutjar la seva esposa legítima. Gildas, des del seu sermó, encoratjava Constantí a penedir-se o la seva ànima seria condemnada, i és per això que es dedueix que aquest rei va ser contemporani d'ell.
Els historiadors generalment identifiquen aquest Constantí esmentat per Gildas amb el Custennin Gorneu o Custennin Corneu (Constantí de Cornualla) que apareix en les genealogies de reis de Dumnònia. Custennin és esmentat com a pare d'Erbin i avi d'un heroi anomenat Geraint en el Bonedd y Saint, en la novel·la medieval Geraint i Enid i, després d'algunes esmenes, en les genealogies del manuscrit Jesus College MS 20. Basat en el lloc que ocupa Custennin en aquestes genealogies, Thomas D. O'Sullivan ha suggerit que Constantí va estar governant entre fl. 520–523.

## Sant Constantí

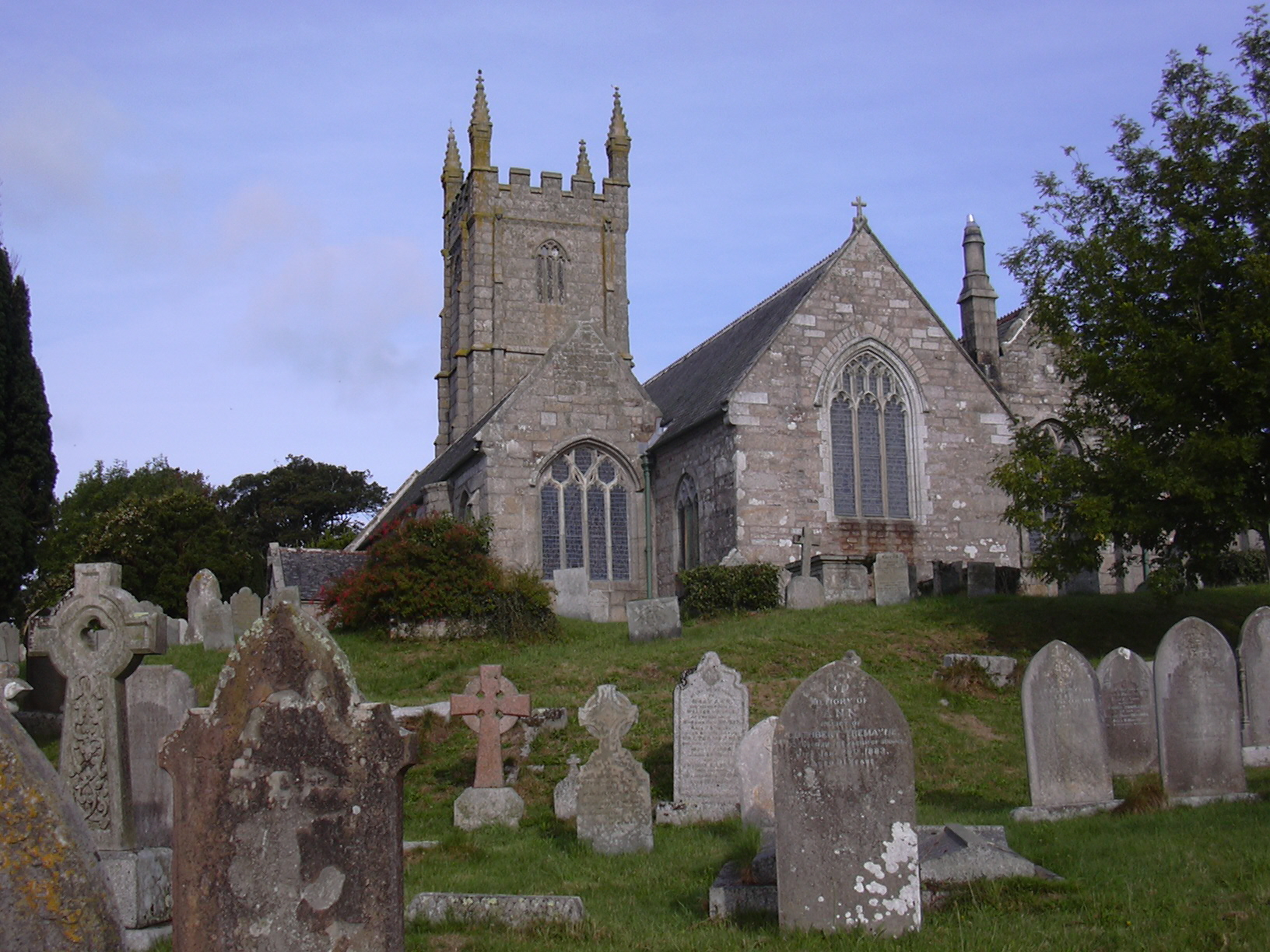
Església de Constantine.

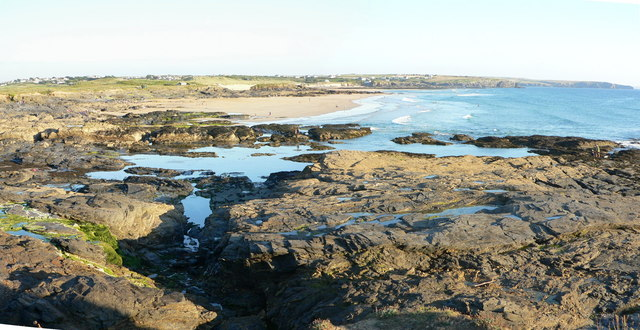
Constantine Bay, a St Merryn.

El personatge històric Constantí de Dumnònia potser es va barrejar amb un personatge posterior conegut al sud-oest de la Gran Bretanya i també a Gal·les, a Irlanda i a Escòcia, sant Constantí, del qual es deia que va ser un rei que va deixar la corona per fer-se monjo. La versió còrnica i la gal·lesa sobre la llegenda d'aquest sant podria estar influïda pel sermó de Gildas; segons la creença popular l'exhortació a penedir-se dels seus pecats va fer efecte en el rei i per això va canviar de vida.
Els principals centres del culte a aquest sant són: l'església parroquial d'un poble anomenat Constantine, a 8km al sud-oest de Falmouth, i la capella de sant Constantí a St Merryn, un poble situat a 5,6km de Pasdow, tots dos a Cornualla. La primera data almenys del segle xi, ja que és esmentat en l'hagiografia de sant David, escrita per Rhygyfarch en aquell segle. En els seus inicis aquesta església potser va ser la seu d'una comunitat de clergues, però en segles posteriors va passar a ser l'església parroquial d'una vila. L'església de St Merryn està en una badia (Constantine Bay) als afores de la vila i té una font natural considerada sagrada.
En els Annales Cambriae i en els Annals de l'Ulster està anotada la conversió d'un tal Constantí; el qual podria ser el sant còrnic i potser també la figura històrica. En alguns texts religiosos posteriors hi ha referències a Constantí que, generalment, l'associen amb Cornualla, i sovint també diuen que va ser rei. En l'hagiografia de sant David es diu que Constantí, rei de Cornualla va renunciar a la seva corona i va ingressar en el monestir de Sant David, a Menevia. En l'hagiografia de sant Petroc hi ha la narració d'un episodi de la seva vida en què Petroc va protegir un cérvol que estava a punt de ser caçat per un home poderós anomenat Constantí i al qual va convèncer de fer-se monjo. Aquí no es diu que Constantí fos un rei, però en un text del segle xii titulat Miracula que fa referència a aquesta història, sí que diu que era rei i afegeix que, en agraïment per la seva conversió, va donar a Petroc un corn d'ivori que va ser una de les principals relíquies del sant. Hi ha més llegendes populars per tota la Gran Bretanya que parlen de sants o de reis anomenats Constantí, les quals fan pensar en una possible confusió o amalgamació de diverses figures.
Altres llocs relacionats amb el seu culte són: l'església de Milton Abbot, a Devon; una capella a Dunterton, també al comtat de Devon; i una altra capella a Illogan, a Cornualla. Els dos llocs de Devon pot ser que en realitat estiguessin relacionats amb Constantí el Gran, ja que antigament depenien de l'abadia de Tavistock, que estava dedicada a santa Helena, mare de Constantí el Gran. A Gal·les hi ha dues esglésies dedicades a Constantí: una a Llangystennin (a Conwy) i una altra a Welsh Bicknor (que actualment pertany al comtat anglès de Herefordshire). Hi ha també una església a Govan, Escòcia.

## Versió de Geoffrey de Monmouth
Historia Regum Britanniae
L'historiador Geoffrey de Monmouth inclou Constantí en una secció del seu llibre Historia Regum Britanniae, que és una adaptació del que va escriure Gildas. Igual com fa en tot el seu llibre, Geoffrey altera la font documental afegint contingut procedent de la seva imaginació, com per exemple quan diu que els altres reis als quals Gildas va criticar, eren successors de Constantí i no els seus contemporanis. És evident que Geoffrey va tenir accés a la llista de reis de Dumnònia, ja que la reprodueix tal com surt en la novel·la de Geraint i Enid. Però, a més, afegeix tot un seguit de detalls que no es troben en altres fonts antigues: identifica Constantí com a fill de Cador, un governant còrnic que els gal·lesos anomenaven Cadwy mab Geraint. Una altra cosa xocant és que, segons Geoffrey, Constantí és un company del rei Artús, el qual el succeeix com a rei dels britans. Norris J. Lacy i Geoffrey Ashe suggereixen que Geoffrey va fer aquesta connexió amb la llegenda artúrica basat en una llegenda local que diu que Artús va néixer al sud-oest de l'illa de la Gran Bretanya. Tanmateix, tenint en compte que la bibliografia més antiga situa Artús al nord de l'illa més que no pas al sud-oest, Rachel Bromwich considera aquesta connexió una invenció arbitrària de Geoffrey, potser induïda per la primera invenció del vincle familiar entre Artús i Constantí el Gran o amb l'usurpador Constantí III. Geoffrey diu que Constantí és un parent sanguini (cognatus), cosa que ha causat confusió entre els escriptors posteriors, ja que no especifica quina mena de relació de parentiu tenien.

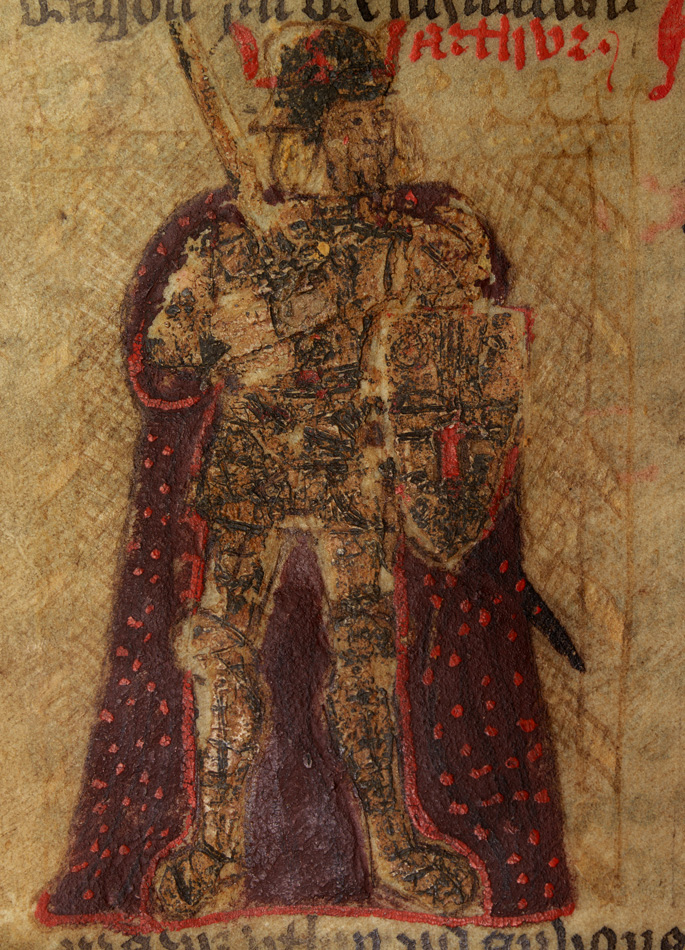
el rei Artús en una versió del, de la '.

En la versió de Geoffrey, Artús passa la corona al seu parent Constantí quan ha estat mortalment ferit pel traïdor Mordred en la batalla de Camlann. Geoffrey identifica el «joves de sang reial» que esmenta Gildas amb els dos fills de Mordred, els quals juntament als seus aliats saxons continuen amb la insurrecció del pare. Després de «moltes batalles», Constantí derrota els rebels i els fills de Mordred fugen cap a Londres i Winchester, on es refugien el primer en una església i el segon en un monestir. Constantí els persegueix i mata mentre aquests cerquen protecció als altars. El càstig diví per aquesta transgressió arriba tres anys després quan Constantí és assassinat pel seu nebot Aurelius Conanus (en Gildas Aurelius Caninus), fet que fa esclatar una guerra civil. Finalment és enterrat a Stonehenge, al costat d'altres reis de Britànnia.
Neil Wright, expert en llatí, considera que els canvis que Geoffrey fa al relat de Gildas són deliberats per fer un retrat més empàtic de Constantí i dels seus successors. Per Wright, el fer d'identificar els «joves de sang reial» com a traïdors justifica els assassinats i redueix l'ofensa de Constantí, d'assassinat a sacrilegi, (ja que mata els traïdors a dins d'un lloc sagrat). Els estudiosos consideren que la descripció que Geoffrey fa de Constantí és en general pessimista, però posen en relleu la poca documentació verídica que ha sobreviscut sobre aquest Artús.
Adaptacions posteriors
Geoffrey va tornar a tractar el tema en un llibre posterior titulat Vita Merlini. Aquest text, situa la narració durant el regnat d'Aurelius Conanus, el qual relata com Constantí va donar una mort cruel als fills de Mordred per acabar amb la rebel·lió, però omet els detalls dels assassinats. Constantí va tenir un regnat breu abans que Conanus s'alcés contra ell i el matés, després governa el reialme amb mala traça. Rosemary Morris ha escrit que la Vita Merlini reforça el missatge del text anterior: que Constantí era un rei indigne de succeir Artús.
Hi ha variacions de la versió de Geoffrey, que apareixen en les nombroses adaptacions de la Historia Regum Britanniae, les quals van circular com a autèntiques durant l'edat mitjana. Una d'aquestes variacions és el Roman de Brut, escrit per Robert Wace en anglonormand, el Brut y Brenhinedd escrit en gal·lès i el Brut de Layamon. Aquestes històries reflecteixen l'enfocament cínic que fa Geoffrey sobre el personatge. Layamon, en canvi, afegeix un toc d'optimisme quan escriu que Constantí, encara que breument, va ser un governant que va complir les expectatives que Artús havia posat en ell en confiar-li el govern del reialme. La major part d'aquests llibres no s'esplaien sobre la qüestió del parentiu entre Artús i Constantí, mentre que alguns s'aventuren a dir que ell era nebot d'Artús. Basats en el que Geoffrey va escriure, aquests escriptors diuen que Constantí va ser fill de Cador, un germà o germanastre d'Artús, per part de la seva mare Igraine.

## La llegenda posterior
Època medieval
Constantí no és un personatge important en la llegenda artúrica posterior. No està en la Vulgata artúrica ni en els cicles posteriors, en els quals Lancelot i la seva colla acaben amb la vida dels fills de Mordred i no citen cap successor d'Artús. Alguns acadèmics creuen que aquesta omissió és força significativa. Rosemary Morris ha suggerit que aquestes versions minimitzen l'assumpte d'un successor designat per Artús per així poder magnificar el fet de la usurpació de Mordred i augmentar el paper de Lancelot en la història. Richard Trachsler creu que la manca d'hereu afegeix sentit d'acabament a la història d'Artús, quan ell mori.
Constantí apareix en alguns llibres medievals. Al segle xiv, Jean d'Outremeuse, en Ly Myreur des Histors, és Lancelot qui instal·la Constantí en el tron després de la mort d'Artús. Algunes versions de la llegenda d'Havelok el Danès comencen amb el relat de Geoffrey Gaimar, escrit al segle xii titulat Estoire des Engleis, en què es diu que Artús era rei de Bretanya. També és esmentat com a successor d'Artús en el poema del segle xiv Morte Arthure. Jorge Ferreira de Vasconcelos, escriptor portuguès del segle xvi va escriure la novel·la Memorial das Proezas da Segunda Távola Redonda i va fusionar la llegenda dels cavallers de la Taula Rodona amb sir Sagramore, i va crear "Sagramor Constantí", personatge que és gendre i hereu d'Artús. Quan esdevé rei, Sagramor Constantí forma una nova taula rodona per derrotar els antics enemics i continuar la glòria de la Britànnia artúrica. La relació entre Constantí i Artús varia molt en aquestes obres posteriors. Moltes obres ho deixen sense especificar, mentre que en d'altres diuen que era nebot. En algunes novel·les, especialment les escrites en anglès, el descriuen com a besnet d'Artús i a Cador com a fill d'una germana del rei de nom sense especificar.
Època moderna
El personatge de Constantí apareix en versions modernes de la llegenda. Katrina Trask va escriure el 1892 Under King Constantine, un llibre compost per tres llargs poemes que situen l'argument en el seu regnat. En l'obra teatral Mordred de Henry Newbolt, escrita el 1895, ell és un personatge fantasma i successor d'Artús. De manera semblant apareix Sword at Sunset («Espasa al capvespre»), novel·la escrita per Rosemary Sutcliff el 1963. En Beloved Exile («Estimat exili»), novel·la de Parke Godwin feta el 1984, Constantí és un dels nobles que lluiten en nom de la reina Ginebra, la protagonista, per aconseguir que sigui la successora d'Artús. En el videojoc Spirit of Excalibur del 1990, ell és el protagonista: els jugadors es posen en el paper de Constantí o en el dels seus aliats i han de defensar el reialme després de la mort d'Artús. En la novel·la de fantasia de Darrell Schweitzer, titulada The Epilogue of the Sword i escrita el 1995, descriu un Lancelot, ja gran, que torna del seu retir per ajudar Constantí en la seva lluita contra els saxons. En la novel·la d'Arthur Phillips titulada The Tragedy of Arthur el 2011, que es basa en una obra teatral apòcrifa que va ser atribuïda a William Shakespeare, Constantí és germà de Ginebra i l'hereu d'Artús.

## Llista de reis i altres governants
Amb títol de dux esmentats per Geoffrey de Monmouth
- Caradoc (c.290–c.305)
- Donault, germà de Caradoc (c.305–c.340)

Suposats reis que apareixen com a ancestres de monarques posteriors
- Conan Meriadoc ap Gereint (Conan l'Alegre) (c.340–c.387)
- Gadeon ap Conan (c.387–c.390)
- Guoremor ap Gadeon (c.387–c.400)
- Tutwal ap Guoremor (c.400–c.410)
- Conomor ap Tutwal (c.410–c.435)
- Constantí Corneu ap Conomar (Constantí de Cornualla) (c.435–c.443)

Reis esmentats en la literatura gal·lesa
- Erbin ap Constantine (c.443–c.480)
- Geraint Llyngesic ab Erbin (Geronci l'Amo de la Flota) (c.480–c.514)
- Cado ap Gerren (c.514–c.530)
- Custennin ap Cado (probablement sant Constantí) (c.530–c.560)
- Gerren rac Denau ap Custennin (Gerren for the South) (c.560–c.598)

Possibles governants esmentats en el llibre de Baglan (s.XVII) com a ancestres el comte de Cornualla
- Bledric ap Custennin (c.598–c.613)
- Clemen ap Bledric (c.613-c.633)
- Petroc Baladrddellt ap Clemen (Petroc Llança Tallada) (c.633–c.654)
- Culmin ap Petroc (c.659–c.661)
- Donyarth ap Culmin (c.661–c.700)

Reis esmentats en fonts anglosaxones
- Geraint (c.700–c.710)

Prínceps de la Dumnònia d'Armòrica, esmentada en la Vida de sant Winnoc
(Els primers de la llista segueixen la nissaga de Dumnònia començant per Gereint, Cado, Erbin, Guitol ap Gradlon, Marchell, Riotham)
- 510-520 : Riwal
- 520-535 : Deroch, fill de Riwal
- 535-540 : Iona, fill de Deroch
- 540-545 : Judual o Judwal, fill d'Iona
- 540-555 : Conomor,"Gran Gos Marí" o "Tauró", comte de Poher, primer regent i després usurpador; possiblement Marc de Cornualla
- 555-580 : Judwal, reestablrt
- 580-605 : Judaël, fill de Judwal
- 605-610 : Haëloc, fill menor de Judaël
- 610-640 : (sant) Judicaël († 647/652) fill gran de Judaël que abdicà
- 640-640 : Judoc († 669) germà de Judicaël; renuncià al tron
- 640-640 : (sant) Winnoc († 717) fill (?) de Judicaël; renuncià al thron.

Segons la tradició local
Susan Pearce ha fet una llista a banda dels únics governants nadius de Dumnònia (s.IV-s.VII):
- Constantí; gal·lès Custennin Gorneu esmentat al De Excidio et Conquestu Britanniae
- Erbin
- Geraint; gal·lès Geraint fab Erbin
- Cadwy

Aquesta autora creu que aquest Constantí és el mateix esmentat per Gildas de Rhuys.